# Son Peretó
|  | Per a altres significats, vegeu «Basílica de Son Peretó». |

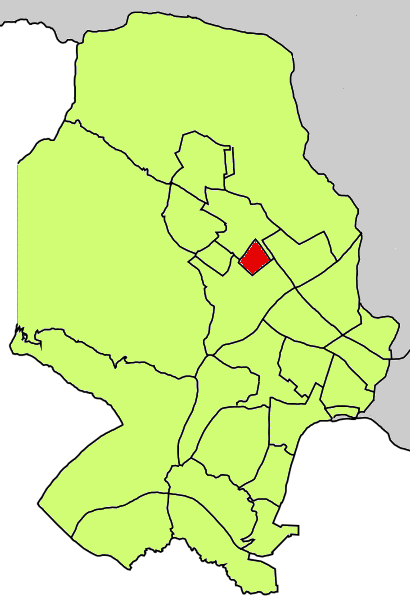
Localització de Son Peretó respecte del Districte de Ponent

Son Peretó és un barri de la ciutat de Palma situat al districte de Ponent.
El seu origen és la possessió de Son Peretó denominada també Son Castanyer dins l'antic Vinyet de Palma. Aquesta possessió estava limitada per Son Serra, Son Dameto, el Camí de Sa Vileta i Son Quint.
La possessió de Son Peretó va ser parcelada i urbanitzada entre els anys 1964 i 1980, però patí des del principi greus problemes d'infraestructures, de comesa elèctrica, d'aigües i clavagueram el que va generar un moviment veinal, juntament amb el de Son Flor per reivindicar un pla parcial que acabés amb totes les deficiències. Fins a mitjans dels anys 90 no es varen solventar aquestes deficiències.
Les cases de Son Peretó foren adquirides per projecte de compensació per l'Ajuntament de Palma per destinar-les a equipament sociocultural
Actualment la barriada es troba entre els barris de Son Serra (Carrer Zaforteza), Son Rapinya (Carrer Bernat Vidal i Tomàs), el camí dels Reis i el Camí de la Vileta.
Comptava amb 1.699 habitants l'any 2018. Per la rodalia del barri passen dues línies de l'EMT de Palma:
- Línia 7: Son Rapinya-Son Gotleu
- Línia 8: Son Roca